# Leppäjärvi (sjö i Enare, Lappland, Finland)
Leppäjärvi eller Leibjärvi är en sjö i Finland. Den ligger i kommunen Enare i landskapet Lappland, i den norra delen av landet, 1 000 km norr om huvudstaden Helsingfors. Leibjärvi ligger 179,1 meter över havet. Arean är 30,3 hektar och strandlinjen är 4,3 kilometer lång. Sjön  ingår i Pasvik älvs huvudavrinningsområde. 